# Maybe Baby (песня)
Maybe Baby (с англ. — «Детка "Может Быть"») — песня американской рок-группы The Cars, девятый трек с альбома Shake It Up.

## О песне
Песня была написана и спета вокалистом, ритм-гитаристом и автором песен Риком Окасеком. Продюсером выступил Рой Томас Бейкер.
Песня впервые была записана во время сессий к альбому Panorama, апрель — май 1980 год, под названием "Be My Baby" и длилась 5 минут.
Тим Сендра из AllMusic сказал: Только "Maybe Baby" с её массивными наложениями на барабаны и спиральной гитарной работой показывает, что группа использует студию на полную катушку, сочетая сильную песню с изобретательным продюсированием. Помимо этой песни и двух хитов, с которых начался альбом, он представляет собой звук группы, крутящей свои колёса..
Стивен Томас Эрлевайн из Pitchfork о "Be My Baby" и других бонус-треках переиздания Panorama 2017 года:"Бонусный материал на Panorama — три ранее не издававшиеся песни (“Shooting for You”, “Be My Baby” и “The Edge”) плюс би-сайд “Don’t Go to Pieces” — ещё одно подтверждение мрачного очарования альбома. Как бы ни было приятно получить эти дополнительные сокращения, по-настоящему ценная вещь в этом раунде переизданий The Cars заключается в том, что он смещает фокус с несокрушимых боевых коней группы на музыку, которая не так хорошо известна. Этот малоизвестный материал показывает, какой умной, изобретательной поп-группой они были".

## Другие появления
После того, как песня была выпущена на альбоме 1981 года Shake It Up, "Maybe Baby" была выпущена в качестве би-сайда к самым известным синглам с альбома. Первым был Shake It Up (только во Франции, в остальных странах использовалась песня Cruiser), который достиг четвёртого места в Billboard Hot 100 и второго места в чарте Billboard Top Tracks в начале 1982 года. Вторым был Since You’re Gone (только в Англии, в остальных странах использовалась песня Think It Over), который достиг 41-й строчки в Billboard Hot 100 и 24-й строчки в чарте Billboard Mainstream Rock.

## Участники записи
- Рик Окасек — ритм-гитара, вокал
- Эллиот Истон — соло-гитара, бэк-вокал
- Бенджамин Орр — бас-гитара, бэк-вокал
- Дэвид Робинсон — ударные, перкуссия
- Грег Хоукс — клавишные, бэк-вокал